# Madonnari

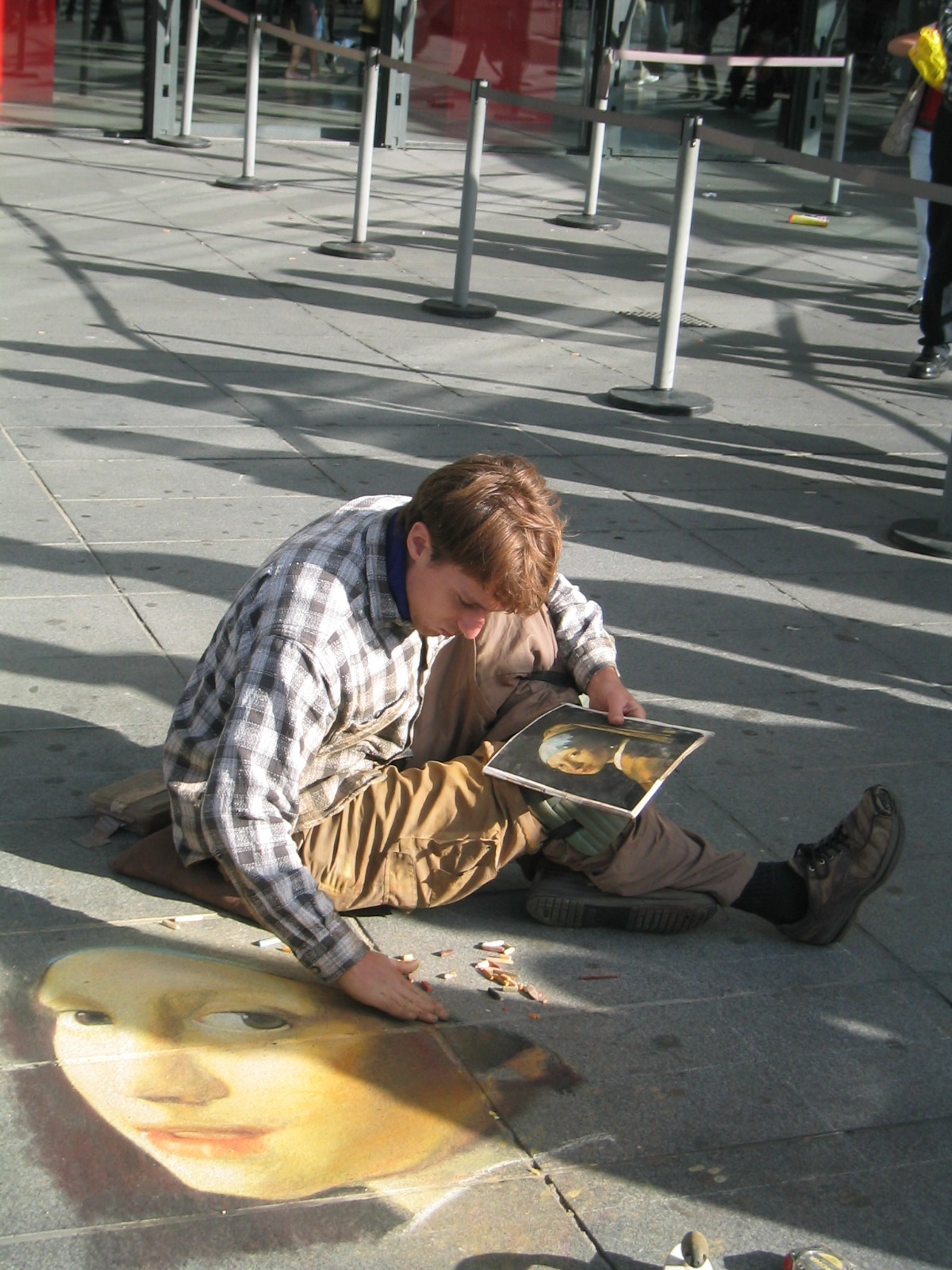
Pintor callejero

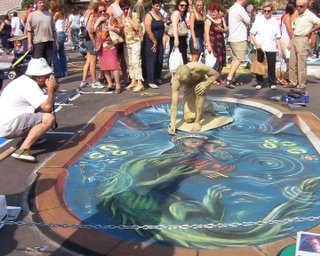
Pintura de Manuel Bastante y Pablo Zibes en festival de Mantua, Italia

El concepto Madonnari es heredado de la tradición italiana del siglo XVI, conocida así a la práctica pictórica realizada con carbones, gises y pasteles sobre el pavimento, y cuya temática esencial era la reproducción de madonnas (Virgen con el niño en brazos). 
Los madonnaros eran artistas peregrinos que se trasladaban a través de las ciudades ejecutando estas obras en las plazas públicas, viviendo generalmente de las monedas que la gente les obsequiaba por su trabajo. Su trabajo está ligado a la rica historia del arte religioso italiano, y está conectado con los iconos como pinturas votivas y exvoto (ofrendas realizadas previas o en agradecimiento por una oración contestada o milagro realizado).
Los madonnaris deambulaban por la Villa de Latio transformando plazas y arenas en galerías matizadas de colores, expuestas en el suelo arenoso y compactado de Roma. Esta actividad ha trascendido en las grandes ciudades de Europa y Estados Unidos.
Otros países en lugares lejanos como el continente americano, no son ajenos a estas expresiones culturales. Ejemplos sobresalientes son, en el caso de México, las alfombras de aserrín, flores y piedras de colores que año con año se realizan particularmente en Tlaxcala y en otros estados.
A partir del año 2004, la ciudad de Monterrey, en el norte de México, organiza el Festival Bellavia. Festival anual de madonnari en la Macroplaza de Monterrey.
En el año 2009 la técnica se extiende hasta América del Sur a través del Colectivo Arte al Piso, quienes años más tarde serán los responsables de organizar desde el año 2014 el primer y hasta el momento el único festival de madonnari en toda Suramérica, llamado Festival Internacional Arte al Piso realizado en la ciudad de Bogotá, Colombia.